# Andrew Lambrou
Andrew Lambrou (en griego: Άντριου Λάμπρου, Sídney, Australia, 25 de mayo de 1998) es un cantante australiano de origen grecochipriota. Representó a Chipre en el Festival de la Canción de Eurovisión 2023, obteniendo un 12° puesto.

## Primeros años
Andrew Lambrou nació en 1998 en el seno de una familia grecochipriota. Uno de sus abuelos es de Pafos, Chipre, mientras que también tiene raíces en la isla de Lemnos, Grecia.
A los 5 años, Lambrou quedó en primer lugar en un eisteddfod organizado por la escuela, cantando "Do-Re-Mi" de Sonrisas y Lágrimas. El mismo año, su madre lo matriculó en la escuela de música, al darse cuenta de que tenía una inclinación musical.

## Carrera

### 2013-2020: Inicios yThe X Factor
Lambrou llamó la atención por primera vez en 2013 después de subir una versión de "My Immortal" de Evanescence a YouTube. Una versión de 15 segundos de "Stay With Me" de Sam Smith subida a Instagram fue compartida por una página de música en España y Lambrou obtuvo más de 2000 seguidores de la noche a la mañana.
En 2015, Lambrou participó en la séptima temporada de The X Factor Australia. Fue eliminado después de las visitas en las casas de los jueces, justo antes de las galas en directo, colocándolo entre los 20 primeros
| Actuaciones y resultados de The X Factor (2015) | Actuaciones y resultados de The X Factor (2015) | Actuaciones y resultados de The X Factor (2015) | Actuaciones y resultados de The X Factor (2015) |
| Episodio                                        | Canción                                         | Artista Original                                | Resultado                                       |
| ----------------------------------------------- | ----------------------------------------------- | ----------------------------------------------- | ----------------------------------------------- |
| Audición                                        | "Chains"                                        | Nick Jonas                                      | Pasa de fase                                    |
| Supercampamento                                 | "Ain't Nobody"                                  | Rufus y Chaka Khan                              | Pasa de fase                                    |
| Visitas en las casas de los jueces              | "Start Again"                                   | Conrad Sewell                                   | Eliminado                                       |

Después de años de publicar sus versiones virales, Lambrou pasó a componer su propia música para construir su base de fans en constante crecimiento. Sony ATV lo notó y firmó con Maree Hamblion. Esto permitió a Andrew desarrollar su propia habilidad musical y colaborar con otros artistas.

### 2021-presente:Eurovisión – Australia Decidesy Eurovisión 2023
A principios de 2021, Lambrou firmó con el sello City Pop Records con sede en Sídney y lanzó su sencillo debut "Throne". En un artículo, la Asociación Australiana de Sellos Discográficos Independientes llamó a Throne "un debut oscuro y convincente en el que el joven cantautor señala su llegada como un peso pesado del pop prometedor".
En julio de 2021, Lambrou lanzó la canción "Lemonade", sobre la que Lambrou dijo "representa el hecho de saber que lo bueno está a la vuelta de la esquina y que la persona perfecta está ahí fuera para todos".
El 24 de septiembre de 2021, Lambrou lanzó su tercer sencillo, "Confidence". Hablando de la pista, Lambrou dijo: "Confidence" trata de encontrar una nueva confianza en ti mismo cuando te relacionas con la persona adecuada. A veces, esa persona especial puede sacar lo mejor de ti, y cuando ambos comparten el mismo sentimiento, se siente inigualable".
En febrero de 2022, Lambrou compitió en Eurovisión - Australia Decides con la canción "Electrify". Lambrou dijo: "La canción quiere transmitir este momento 'mágico' que sientes cuando conoces a alguien y te 'electrifica', te hace creer que has adquirido superpoderes".
El 17 de octubre de 2022, Cyprus Broadcasting Corporation (CyBC) anunció que Lambrou representaría a Chipre en el Festival de la Canción de Eurovisión 2023. En el mismo mes, Lambrou firmó con Panik Records, el sello líder tanto en Grecia como en Chipre, con quien CyBC mantiene un acuerdo para la participación en el Festival de la Canción de Eurovisión y para futuros lanzamientos.

## Discografía

### Sencillos
| Título       | Año  | Álbum     |
| ------------ | ---- | --------- |
| "Throne"     | 2021 | Sin álbum |
| "Lemonade"   | 2021 | Sin álbum |
| "Confidence" | 2021 | Sin álbum |
| "Electrify"  | 2022 | Sin álbum |